# Adoni-Zedek
Adoni-Zedek ist im Buch Josua im Alten Testament Amoriterkönig von Jerusalem. Er wird in Jos 10,1  und 3  erwähnt.

## Etymologie
Der hebräische Personenname אֲדֹנִי־צֶדֶק ’ǎdonî ṣædæq, deutsch ‚Adoni-Zedek‘ ist ein Nominalsatzname, bestehend aus Subjekt und Prädikat. Das Subjekt bildet das theophore Element אֲדֹן ’ǎdon „Herr“ und das Prädikat צֶדֶק ṣædæq „Gerechtigkeit“. Daher bedeutet der Name „Herr ist Gerechtigkeit“. Allerdings ist Zedek auch ein Eigenname einer Gottheit, was die Bedeutung „(der) Herr ist (der Gott) Zedek“ möglich macht. Der Name ist auch im Ugaritischen belegt. Herennios Philon erwähnt einen ugaritischen Gott namens Suduk.
Weitere Personennamen, die Gerechtigkeit als Prädikat haben, sind Melchisedek (מַלְכִּי־צֶדֶק malkî ṣædæq „(der) König ist Gerechtigkeit“) und Zidkija (צִדְקִיָּהוּ ṣidqîjāhû „JHWH ist Gerechtigkeit“) 
Die Septuaginta gibt den Namen Adoni-Zedek als Αδωνιβεζεκ Adonibesek wieder und identifiziert den Namensträger so mit dem in Ri 1,5  genannten Adoni-Besek, die Vulgata gibt den Namen als Adonisedec wieder.

## Biblischer Bericht
Adoni-Zedek war der König von Jerusalem vor der Landnahme durch die Israeliten. Er hörte von der Eroberung und Zerstörung Ais durch Josua und dessen Friedensschluss mit Gibeon. Da bekam er vor der militärischen Stärke Ais und Gibeons Angst und sandte Boten an die vier anderen Könige der Amoriter Hoham von Hebron, Piram von Jarmut, Jafia von Lachisch und Debir von Eglon mit der Bitte, mit ihm gegen Gibeon zu ziehen, da es sich mit den Israeliten verbündet hatte. Daraufhin zogen die fünf Könige gegen Gibeon und belagerten es. Die Männer Gibeons baten Josua um militärische Unterstützung, woraufhin dieser mit seinem Heer aus Gilgal anrückte. Den Heeren der Amoriterkönige brachte das Heer Josuas mit Jhwhs Hilfe eine schwere Niederlage bei. Die Könige flohen und versteckten sich in der Höhle bei Makkeda. Von den Israeliten gefunden, ließ Josua den Eingang der Höhle mit großen Steinen verschließen und die Könige bewachen. Später wurden sie erschlagen und an fünf Bäumen aufgehängt. Sie wurden in der Höhle bei Makkeda begraben.